# 愛媛県道129号伊予土居停車場線
愛媛県道129号伊予土居停車場線（えひめけんどう129ごう いよどいていしゃじょうせん）は、愛媛県四国中央市を通る一般県道である。

## 概要
四国中央市土居町土居から四国中央市土居町入野に至る。

### 路線データ
- 起点：愛媛県四国中央市土居町土居（JR四国予讃線 伊予土居駅前）
- 終点：愛媛県四国中央市土居町入野（入野交差点、国道11号交点）
- 総延長：約636 m

## 地理

### 通過する自治体
- 四国中央市

### 交差する道路
| 交差する道路            | 交差する場所 | 交差する場所      |
| ----------------------- | ------------ | ----------------- |
| 国道11号 国道192号 重複 | 土居町入野   | 入野交差点 / 終点 |

### 沿線
- JR四国予讃線 伊予土居駅